# Koelcel
Een koelcel of koelruimte is een afgesloten ruimte die opzettelijk gekoeld wordt tot een temperatuur vlak boven het vriespunt. Het koelen gebeurt meestal elektrisch of met gas, maar kan ook op natuurlijke wijze gebeuren, zoals bij een ijskelder. Het doel van deze koeling is het afremmen van chemische reacties en groei van micro-organismen.
Een variant op de koelcel is de vriescel, waarbij de temperatuur beneden het vriespunt wordt gehouden in plaats van vlak erboven.
Koelcellen worden doorgaans gebruikt door bedrijven die met bederfelijke waar werken, bijvoorbeeld voedselindustrie, horeca en laboratoria. Daarnaast bestaan er speciale koelhuizen, opslagruimtes die bestaan uit meerdere koelcellen voor verschillende producten en/of klanten.

## Verschil met andere koelapparaten
De functie van een koelcel is in grote lijnen vergelijkbaar met die van een koelkast, koelbox of diepvriezer, maar in tegenstelling tot voornoemde apparaten is een koelcel niet in de eerste plaats bedoeld voor huishoudelijke doeleinden en doorgaans ook niet verplaatsbaar. De koelcel maakt daarentegen deel uit van het gebouw waarin hij staat. In enkele gevallen is een koelcel wel min of meer verplaatsbaar, bijvoorbeeld wanneer hij deel uitmaakt van een schip, of de vorm heeft van een zeecontainer.
Door de constructie en door de grotere afmetingen is de koelcel vaak veel beter geïsoleerd en dus per volume zuiniger met energie dan een koelkast.

## Toepassingen

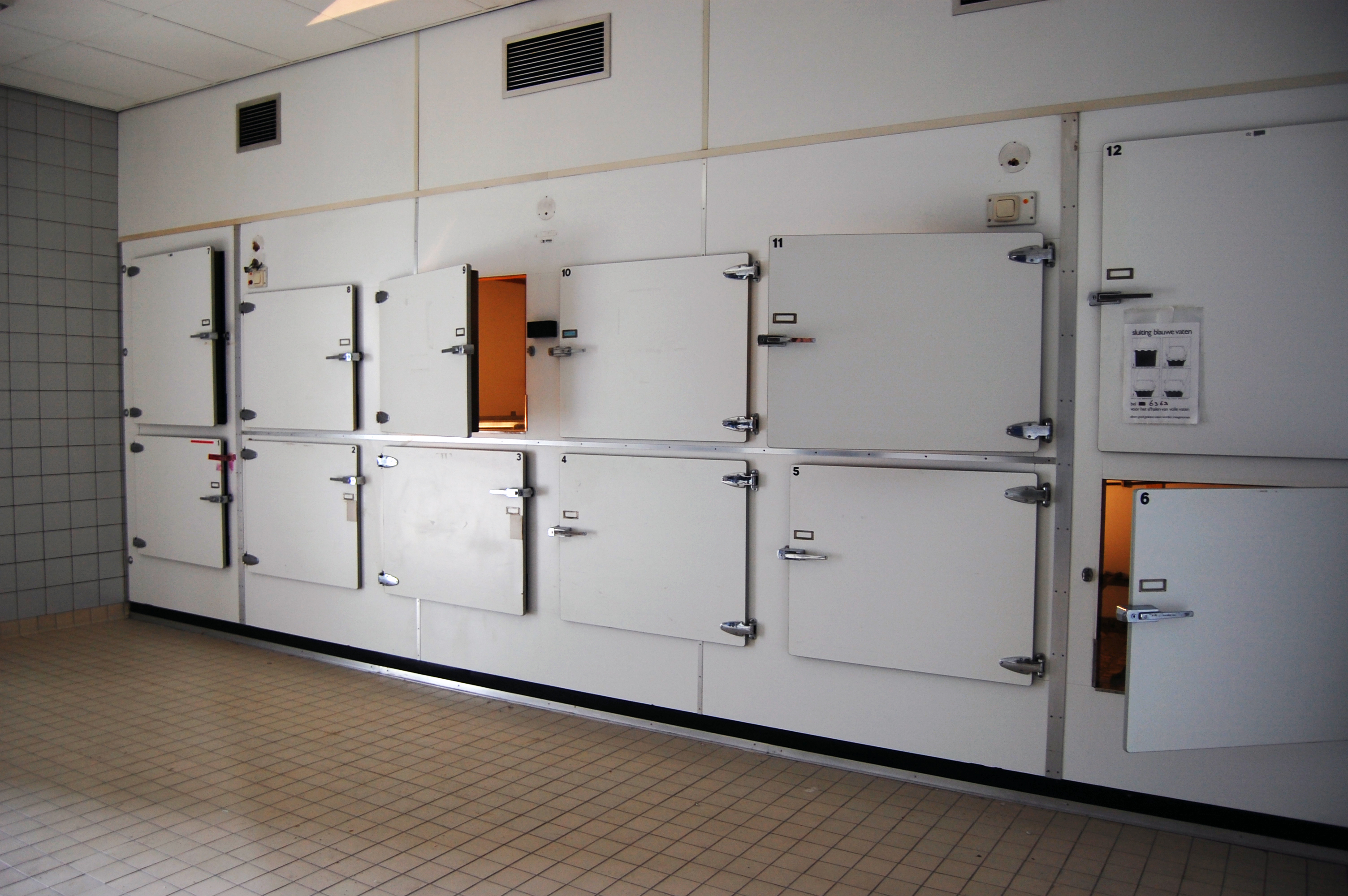
Koelcellen voor opslag van overledenen in een mortuarium

Koelcellen worden met name gebruikt voor:
- de opslag van bederfelijke voedingsmiddelen
- het bewaren van bepaalde medicijnen
- de opslag van de lichamen van overledenen in de periode tussen het moment van overlijden en de uitvaart (zie ook: afleggen)